# Tan Howe Liang
Tan ("Tiger Tan") Howe Liang (kinesiska: 浩亮 陈), född 5 maj 1933 i Shantou i Guangdong i Kina, död 3 december 2024 i Singapore, var en singaporiansk tyngdlyftare. Han vann en silvermedalj vid olympiska sommarspelen 1960, vilket var Singapores första olympiska medalj.

## Biografi
Tan föddes i Kina som det tredje av åtta syskon. När han var fyra år gammal utvandrade familjen till Singapore, där han växte upp i Chinatown. Intresset för tyngdlyftning väcktes när Tan och hans vänner passerade en nöjespark där han fick se en tyngdlyftningstävling. Efter att ha tränat i endast ett år vann han lättviktsklassen vid de nationella mästerskapen 1953. Då han inte fick något ekonomiskt stöd arbetade Tan som kontorist på Cathay Organisation.
Vid de olympiska sommarspelen 1956 i Melbourne tävlade han i 67,5 kilos-klassen. Efter att ha tagit 107,5 kg i press försökte han lyfta 110 kg men svimmade. När han vaknade till vägrade han dock avbryta tävlingen utan fortsatte och tog 100 kg i ryck och 142,5 kg i stöt samt slutade på en nionde plats.
1958 satte Tan världsrekord i stöt vid samväldesspelen i Cardiff och tog hem guldmedaljen; senare samma år tog han guld vid Asiatiska spelen i Tokyo. Vid olympiska sommarspelen 1960 hade ryssen Viktor Bushujev tagit ledningen med 15 kg efter rycket och Tan tävlade om silvermedaljen mot irakiern Abdul-Wahid Aziz. Trots smärtor i benen vid hans sista lyft tog han 155 kg i stöt och vann silvret, Singapores första olympiska medalj någonsin. Tan tävlade även i olympiska sommarspelen 1964 för Malaysia i 75 kilos-klassen där han slutade på en 11:e plats.
Efter tyngdlyftningskarriären försökte Tan starta en restaurangverksamhet, vilket inte gick så  bra och han blev sedan taxichaufför. Tan återvände 1974 till tyngdlyftningen som tränare. 1982 började han arbeta för Singapore Sports Council som gyminstruktör. Han blev 1984 den förste tyngdlyftaren att få IWF:s Gold Award.